# Saint-Laurent (Ardennes)
Saint-Laurent ist eine französische Gemeinde mit 1.073 Einwohnern (Stand: 1. Januar 2022) im Département Ardennes in der Region Grand Est. Sie gehört zum Arrondissement Charleville-Mézières und ist Teil des Kantons Villers-Semeuse.

## Geographie
Saint-Laurent liegt etwa fünf Kilometer ostsüdöstlich des Stadtzentrums von Charleville-Mézières an der Maas (frz. Meuse), die die Gemeinde im Süden begrenzt. Umgeben wird Saint-Laurent von den Nachbargemeinden Charleville-Mézières im Norden und Westen, La Grandville und Gernelle im Nordosten, Ville-sur-Lumes im Osten, Lumes im Süden sowie Villers-Semeuse im Süden und Südwesten.

## Bevölkerungsentwicklung
| Jahr                      | 1962 | 1968 | 1975 | 1982 | 1990 | 1999 | 2006 | 2013 |
| ------------------------- | ---- | ---- | ---- | ---- | ---- | ---- | ---- | ---- |
| Einwohner                 | 580  | 612  | 727  | 805  | 902  | 910  | 1165 | 1148 |
| Quelle: Cassini und INSEE |      |      |      |      |      |      |      |      |

## Sehenswürdigkeiten
- Kirche Saint-Laurent
- Zoologischer Garten Saint-Laurent (außerhalb auf dem Gemeindegebiet von Aigleville, La Grandville und Charleville-Mézières)

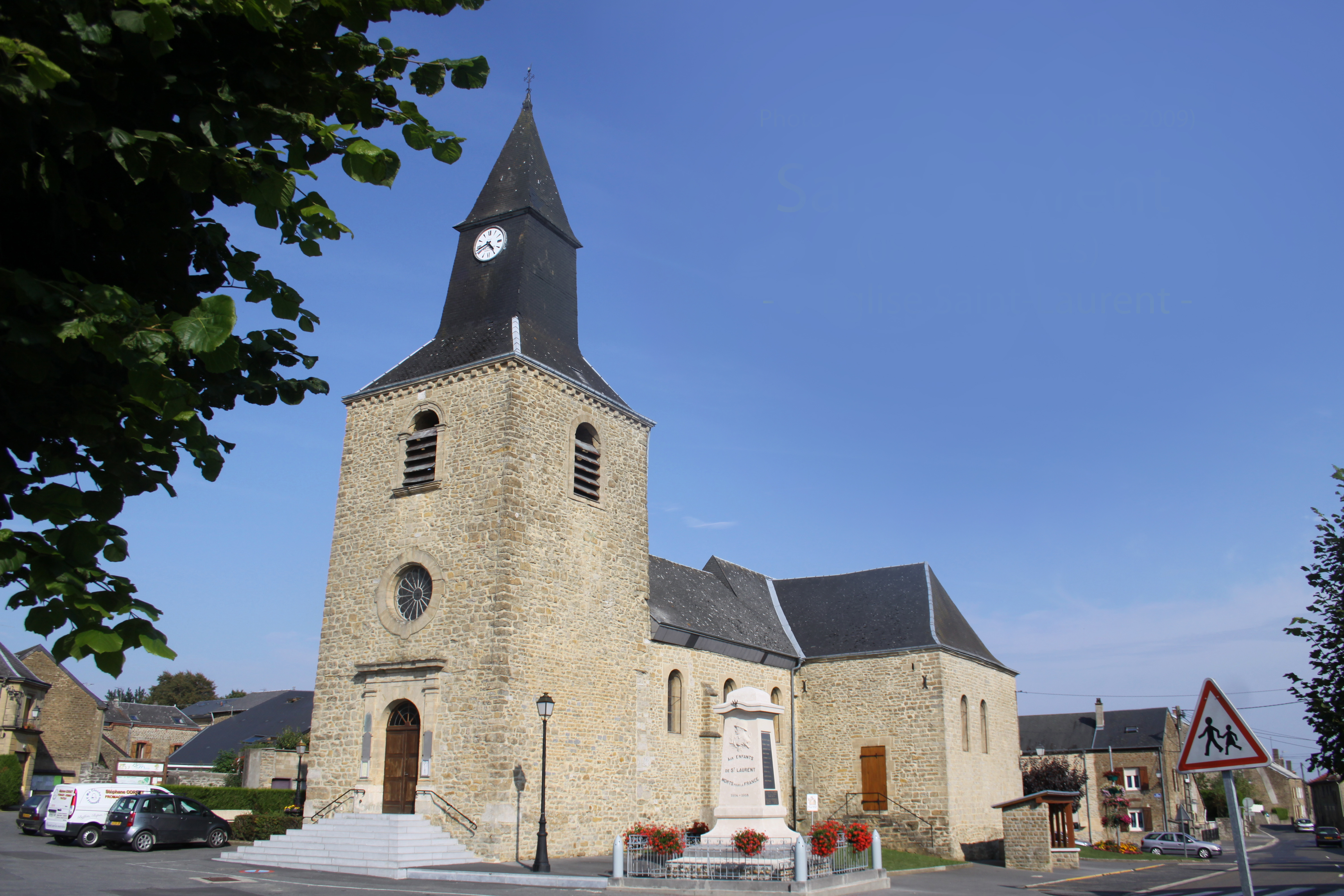
Kirche Saint-Laurent

## Söhne- und Töchter der Stadt
- Raymond Glaszmann (1884–1953), Autorennfahrer